# Aidar
El Aidar (en ucraniano: Айдар, en ruso: Айдар) es un cuerpo de agua que nace del óblast de Bélgorod en Rusia y fluye por el óblast de Lugansk en Ucrania, desembocando como un afluente izquierdo del río Donets. La totalidad de la parte ucraniana del río se encuentra ocupado por la autoproclamada República Popular de Lugansk de Rusia.

## Descripción
Tiene 264 km de longitud (256 km dentro de Ucrania) y una cuenca de 7420 km². Las laderas del valle están divididas por barrancos y gargantas. En primavera, el deshielo de la nieve representa aproximadamente el 70% del caudal. El módulo medio de caudal es de 1,7 litros/seg/km². El río se congela en diciembre.
El Batallón Aidar de las Fuerzas Armadas de Ucrania, que luchó en la guerra del Dombás, recibe su nombre de este río.